# Claude de L’Estoile
Claude de L’Estoile  (* 13. September 1597 in Paris; † Mai 1652 ebenda) war ein französischer Literat, Mitglied der Académie française.

## Leben
Claude de L’Estoile war der Sohn von Pierre de L’Estoile, der ihm 1611 ein erhebliches Vermögen hinterließ. Er trat als Dichter und Dramatiker hervor und wurde 1634 als Mitarbeiter von Richelieu von diesem in die erste Staffel der Académie française berufen (Sitz Nr. 25). 1638 gehörte er zu den fünf Autoren (Les cinq auteurs), die auf Geheiß von Richelieu zwei Theaterstücke gemeinsam schrieben. Die Mitautoren waren Pierre Corneille, Jean Rotrou, François Le Métel de Boisrobert und Guillaume Colletet. Im Unterschied zu seinen Gedichten wurden seine dramatischen Werke in neuester Zeit neu aufgelegt.

## Werke
- (mit anderen) Recueil des plus beaux vers de messieurs de Malherbe, Racan, Maynard, Bois-Robert, Monfuron, Lingendes, Touvant, Motin, de Lestoille et autres divers auteurs des plus fameux esprits de la cour. Paris 1627, 1630, 1638.
- Les Cinq Auteurs: L’Aveugle de Smyrne et La Comédie des Tuilleries. Hrsg. von François Lasserre (* 1935). H. Champion, Paris 2008.
- La Belle esclave. Tragi-comédie. 1643.
- L’intrigue des filous. Comédie. Hrsg. von Roger Guichemerre. H. Champion, Paris 1977 (ursprünglich 1648)